# 小西 (結城市)
小西株式会社（こにし）は茨城県結城市に本店を置く建築資材卸売業者。

## 沿革
- 1875年（明治8年）　小西酒造から分家し、鉄・銅、刃物、農具・馬具、家庭金物等を扱う『小西銅鉄店』として創業。鉄・銅の二次製品扱いを拡大。
- 第二次大戦により事業縮小
- 1951年（昭和26年）『有限会社小西榮次郎商店』設立。家庭金物、建築金物、建設材料等を販売。
- 1971年（昭和46年）材料とその工事をセットで売る「工事事業部」新設。
- 1974年（昭和49年）『小西株式会社』へ改組。特定建設業許可を取得。総合請負工事業者として拡充。
- 1986年（昭和61年）「特販事業部」設置。

## 事業所
- 本社（結城市結城114）
- 経理部（結城市結城114）
- 建材事業部（結城市小田林2591）
- 工事事業部（結城市小田林2591）
- 鋼材事業部（結城市小田林2075-1）
- 特販事業部（結城市結城188）

## 登録有形文化財

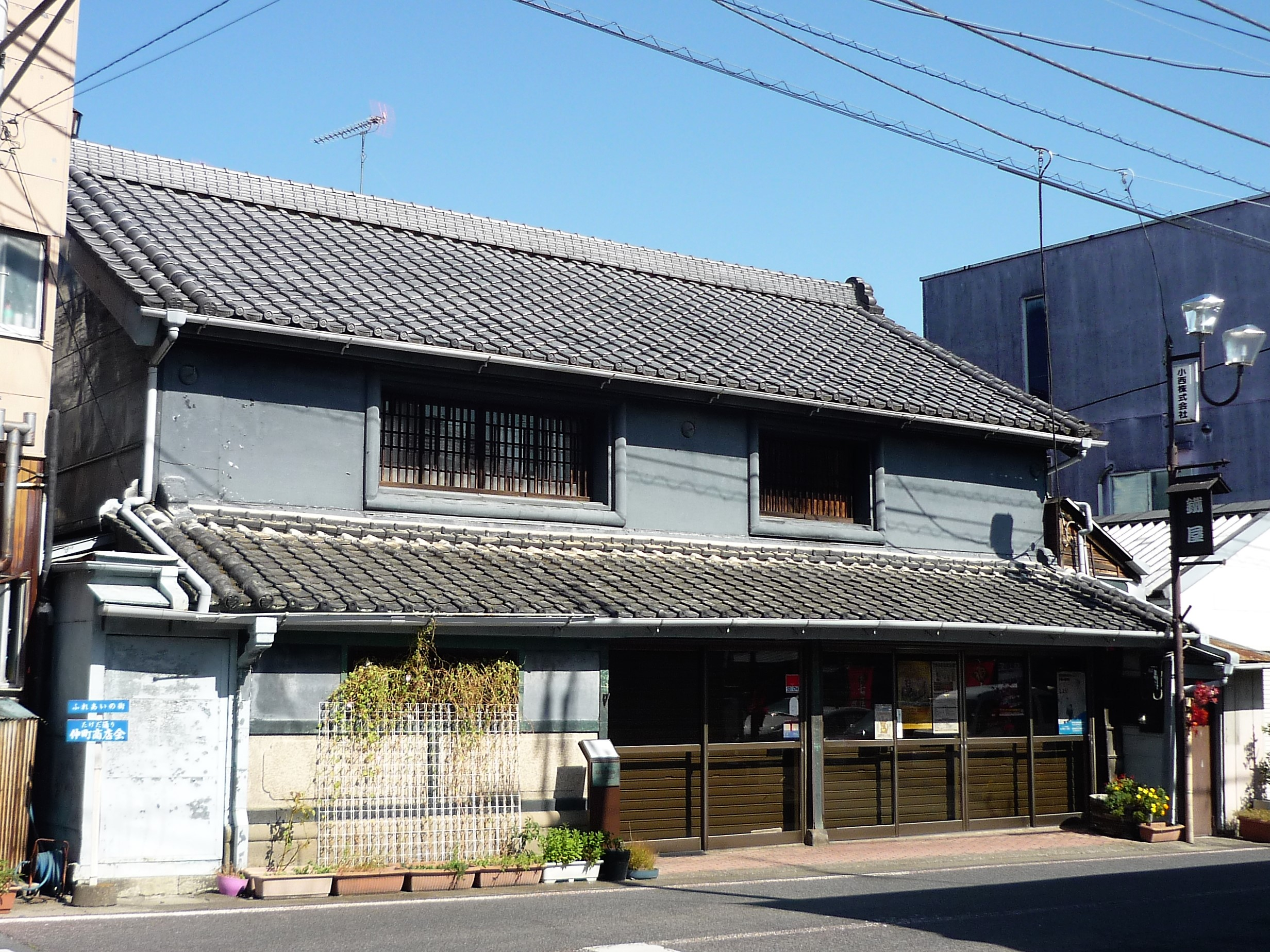
小西見世蔵
- 竣工 - 明治初期
- 構造 - 土蔵造2階建、瓦葺
- 建築面積 - 88m2
- 所在地 - 茨城県結城市大字結城字浦町114
- 文化財登録　2005年2月9日

もと金物店で，南を正面とする。間口6間奥行3間半の土蔵造2階建。平入の町家。1階は事務所と店舗とし、店舗部分正面は西側約2間を腰つきの張り出し窓で、他は引違いのガラス戸。2階は座敷・書斎と物置とし、額縁付の格子窓となっている。切妻屋根を桟瓦葺とし、表に瓦葺庇が付く。外壁は黒漆喰塗。1階の店舗部分や屋根などは改造が目立つものの、主要な構造部材や2階内部は創建時の状態を保ち、重厚な外観である。